# Sergueï Dorenko
Sergueï Léonidovitch Dorenko (en russe : Серге́й Леони́дович Доре́нко, né le 18 octobre 1959 à Kertch en URSS et mort le 9 mai 2019 à Moscou (Russie)) est un journaliste soviétique puis russe. 

## Biographie
Du 1er septembre 2008 au 1er juillet 2013, Sergueï Dorenko était rédacteur en chef et chroniqueur à la station de radiodiffusion RSN (Rousskaïa Sloujba Novostiey, Service russe des nouvelles). Il dirigeait tous les matins l'émission Debout. De juillet à septembre 2011, il a dirigé le programme télévisé Contes russes, émission conjointe d'analyse et d'information sur REN et la RSN. À partir de 2014, il est rédacteur en chef à l'antenne de radio Govorit Moskva (Ici Moscou).
Serguei Dorenko est mort le 9 mai 2019 des suites d’une crise cardiaque survenue alors qu’il était sur sa moto à Moscou. À la suite d‘une tentative de réanimation sans succès qui a duré plus d’une heure, les médecins ont dû constater son décès. Des rapports ultérieurs ont identifié une rupture de l'aorte comme étant la cause du décès .

## Roman
- 2005 — «2008» (roman), Moscou, éd. Ad Marginem.  (ISBN 5-93321-112-5)